# River Fowey
Der River Fowey ist ein Fluss in Cornwall im Südwesten Großbritanniens.

## Geographie
Der River Fowey hat eines der größten Einzugsgebiete in Südcornwall. Er entwässert ein etwa 177,5 km² großes Gebiet des südlichen und mittleren Bodmin Moors, wo er östlich des Brown Willy entspringt. Vom niederschlagsreichen Bodmin Moor fließt der Fluss, durch zahlreiche kleine Zuflüsse gespeist (Dozmary Pool), in südlicher Richtung. Die A30 überquert den River Fowey mit einer Brücke bei Palmersbridge. Über die Golitha Falls verlässt der Fluss das Bodmin Moor und fließt in südwestlicher Richtung durch ein enges, bewaldetes Flusstal, in dem der St Neot und der Warleggan River zufließen. Der nun wesentlich größere Fluss passiert Lanhydrock House und das auf einem Hügel über dem Fluss liegende Restormel Castle. Ab Lostwithiel fließt der Fowey wieder in südlicher Richtung. Bis zur Stadt machen sich die Gezeiten im Unterlauf des Flusses bemerkbar. Der Fluss geht schließlich in eine tief eingeschnittene und bis zu 400 m breites Ästuar über, in das auch der größte Nebenfluss, der River Lerryn sowie der Penpoll Creek und der in einer langgezogenen Seitenbucht fließende Pont Pill Creek münden. Bei der Stadt Fowey mündet der Fluss schließlich in einer 200 m breiten Mündung in den Ärmelkanal.
Der normale Wasserstand im Mittellauf des River Fowey bei Restormel schwankt zwischen 0,24 und 1,50 m, der Höchstwasserstand betrug 2,28 m.

## Geologie
Das Quellgebiet des Flusses besteht aus vulkanischem Granitgestein. Der Fluss verlässt die Granitregion über die Wasserfälle der Golitha Falls und fließt weiter durch die Schieferschichten des Devon und schließlich durch Kiesbänke im Unterlauf. Die fördeartige Flussmündung entstand ab dem Ende der letzten Eiszeit vor 10.000 Jahren.

## Umwelt
Der Fluss fließt im Bodmin Moor im Oberlauf durch Heidegebiet, Moore und Weideland und im Mittel- und Unterlauf durch Laub- und Nadelwald. Das Draynes Valley am Oberlauf ist als Laichgebiet von Meerforellen und Lachsen geschützt. Das Einzugsgebiet ist ländlich geprägt, die einzigen größeren Siedlungen liegen bei Lostwithiel und um Fowey. Innerhalb des Einzugsgebiets liegen vier Site of Special Scientific Interest (SSSI), dazu ist der Großteil des Oberlaufs als Area of Great Scientific Value ausgewiesen. Das Gebiet um die Golitha Falls ist als National Nature Reserve geschützt. Die Region um die Mündung des Flusses ist eine Area of Outstanding Natural Beauty (AONB). Peal Pool im Coulson’s Park bei Lostwithiel ist ein beliebter Angelplatz für Lachse und Meerforellen. Im Unterlauf und in der Mündung können zudem wegen des Gezeiteneinflusses Flundern, Meeräschen und  Seebarsche gefangen werden.
Durch den Kupferbergbau ab dem Mittelalter bis in die Neuzeit sowie durch den seit dem 19. Jahrhundert großflächigen Abbau von Kaolin im Einzugsgebiet des Flusses war das Wasser lange Zeit mit metallhaltigen Ablagerungen und Sedimenten belastet. Einige der zahlreichen aufgelassenen, teils mit Wasser gefüllten Tagebaue und Abraumhalden wurden wie Hawks Tor renaturiert. Aus anderen aufgelassenen Tagebauen stammen weiterhin belastete Sedimente, die die Wasserqualität jedoch nicht mehr wesentlich gefährden.

## Wirtschaft
Am Oberlauf liegen zwei Trinkwasserreservoire, Colliford und Siblyback Reservoir, die etwa 65 %  der Bevölkerung von Cornwall mit Trinkwasser versorgen.
Ab der mittelalterlichen Brücke von Lostwithiel bis zur Mündung ist der Fluss mit Booten befahrbar. Bei Fowey bildet der Fluss einen natürlichen Tiefwasserhafen und mehrere Yachthäfen. Der Hafen kann von Kreuzfahrtschiffen mit bis zu 205 m Länge und von Frachtschiffen mit bis zu 13.000 tn.l. Tragfähigkeit angelaufen werden.
Zwischen Lostwithiel und der 9 km entfernten Mündung führt keine Brücke mehr über den Fluss. Zwischen Fowey und Brodinick verkehrt eine Autofähre und zwischen Fowey und Polruan eine Personenfähre.

## Geschichte
Der Hafen von Fowey war im Mittelalter zeitweise der wichtigste Hafen von Cornwall. Er diente mit als Ausgangshafen von Feldzügen sowie als Stützpunkt von Piraten. Die enge Flussmündung konnte im späten Mittelalter mit Hilfe einer Kette gesperrt werden, die zwischen dem Fowey und dem Polruan Blockhouse gespannt war. Zum Schutz des Hafens wurden im 16. Jahrhundert St Catherine’s Castle an der Hafeneinfahrt errichtet.
Die Region des Oberlaufs ist wegen ihrer Bergbauvergangenheit als Area of Great Historical Value ausgewiesen.